# برستک
برستک (به چکی: Břestek) یک منطقهٔ مسکونی در جمهوری چک است که در ناحیه اوهرسکه هرادیشتی واقع شده‌است. برستک ۱۴٫۱۸ کیلومتر مربع مساحت و ۷۸۷ نفر جمعیت دارد و ۲۳۸ متر بالاتر از سطح دریا واقع شده‌است.